# Fiume Rosso
Il Fiume Rosso (in vietnamita Sông Hồng o Hồng Hà; in cinese: 紅河T, 红河S, HónghéP; hani: Lalsa baqma) è anche conosciuto come Fiume Yuan (in cinese 元江S, YuánjiāngP, lett. "Fiume primario") attraversa il Vietnam per poi sfociare nel mar Cinese Meridionale. È considerato, nella cultura popolare cinese e vietnamita, fiume gemello del Fiume Nero.

## Percorso
Il fiume nasce nella provincia cinese dello Yunnan. Scorre verso sud-est, toccando le aree abitate dalla minoranza Dai, prima di lasciare la Cina. Entra quindi nel Vietnam, attraversando la provincia di Lao Cai e ricevendo le acque del Fiume Nero e del Fiume Chiaro. Successivamente scorre presso Hanoi, la capitale dello Stato della penisola Indocinese, a nord-ovest della quale un suo braccio morto forma il Lago dell'Ovest; sfocia infine nel golfo del Tonchino. Nell'ultimo tratto del suo corso dà il nome alla regione del Delta del fiume Rosso.

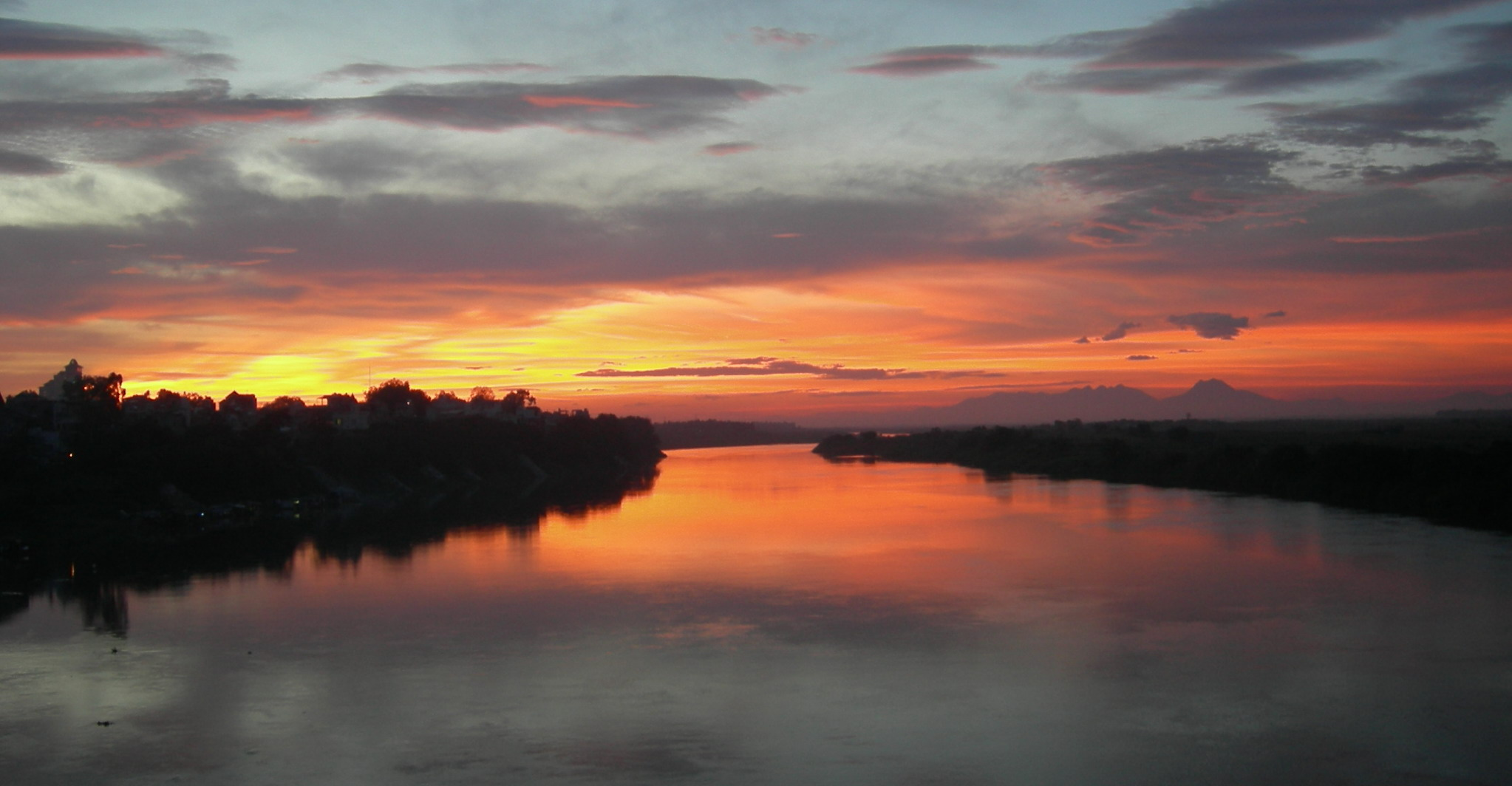
Tramonto sul Fiume Rosso visto dal ponte Long Bien, Hanoi.